# Ленчно (Західнопоморське воєводство)
Ленчно (пол. Łęczno) — село в Польщі, у гміні Білоґард Білоґардського повіту Західнопоморського воєводства.
Населення — 332 особи (2011).
У 1975-1998 роках село належало до Кошалінського воєводства.

## Демографія
Демографічна структура станом на 31 березня 2011 року:
|          | Загалом | Допрацездатний вік | Працездатний вік | Постпрацездатний вік |
| -------- | ------- | ------------------ | ---------------- | -------------------- |
| Чоловіки | 173     | 36                 | 125              | 12                   |
| Жінки    | 159     | 26                 | 95               | 38                   |
| Разом    | 332     | 62                 | 220              | 50                   |